# Arturo Reggio
Arturo Reggio (Gorizia, 9 gennaio 1862 – Milano, 17 luglio 1917) è stato uno scacchista e compositore di scacchi italiano.

## Carriera scacchistica
Nato a Gorizia nel 1862, vinse 5 Tornei Nazionali, che possono considerarsi il campionato italiano dell'epoca, negli anni 1900, 1901, 1905, 1913 e 1916. Su quest'ultimo torneo scrisse l'opuscolo: Edoardo Crespi e il primo torneo scacchistico nazionale.
Negli anni 1907 e 1911 vinse due tornei sociali della Società Scacchistica Milanese di cui fu uno dei primi componenti. La società, fondata nel 1881, è tuttora attiva. Partecipò, inoltre, a vari tornei internazionali. Nel Torneo di Montecarlo del 1901 vinse contro Joseph Blackburne e Isidor Gunsberg. Giocò ancora a Montecarlo nel 1902 e nel 1903 quando vinse una partita contro il Grande Maestro americano Frank Marshall. Al torneo di Scheveningen nel 1905 vinse una partita con Oldřich Duras.
Nel Torneo  B di Barmen (municipio della città tedesca di Wuppertal) del 1905 vinse contro il forte scacchista austriaco Spielmann e pattò con il lettone Nimzowitsch, considerato tra i maggiori innovatori della teoria scacchistica dei primi anni del Novecento.
Nel 1906 partecipò dapprima al Torneo Internazionale di Ostenda e, dopo essere stato eliminato, passò al Torneo Principale.
Per la sua attività di problemista ricevette due premi nel 1897 e 1898 . 
Morì a Milano, a cinquantacinque anni, nel 1917.

## Partite
Due prestigiose vittorie di Reggio trascritte in notazione algebrica italiana
Arturo Reggio - Frank Marshall (Monte Carlo, 1903)
1.e4 e5 2.Cf3 Cc6 3.c3 d5 4.Da4 f6 5.Ab5 Cge7 6.exd5 Dxd5 7.d4 a6 
8.Ac4 Dd7 9.O-O Cg6 10.Ab5 Tb8 11.Axc6 bxc6 12.dxe5 fxe5 13.Te1 Ad6 
14.Dc4 De6 15.Dxc6+ Ad7 16.Dxa6 O-O 17.De2 h6 18.Cbd2 Df7 
19.Ce4 Ag4 20.Cfg5 Dd7 21.f3 Af5 22.Cxd6 cxd6 23.Ce4 Ch4 
24.Ae3 Ah3 25.Dc4+ Rh8 26.Te2 d5 27.Dd3 dxe4 28.Dxd7 Axd7 
29.fxe4 Ag4 30.Td2 Af3 31.g3 Cg6 32.a4 Axe4 33.a5 Tf3 
34.Af2 Ad3 35.a6 e4 36.a7 Ta8 37.Ad4 Ce7 38.Tf2 Txf2 39.Axf2 Cc6 
40.Ta4 Rg8 41.c4 Rf7 42.Ac5 Re6 43.b3 h5 44.Rf2 Rd7 45.Re3 Rc7 
46.Ta6 Ac2 47.b4 Ad3 48.b5 Cd8 49.Rd4 Cf7 50.Te6 Cd8 51.Te7+ Rc8 
52.Rc3 Cb7 53.Ab6 Cd6 54.Tc7+ Rd8 55.Txg7+ Rc8 56.Tc7+ Rd8 
57.Aa5 Re8 58.Th7 Cf7 59.b6 Tc8 60.b7 Txc4+ 61.Rb3 e3 62.a8=D+ 1-0
Rudolf Spielmann - Arturo Reggio  (Barmen, Torneo B, 1905)
1. e4 e5 2. Cc3 Cf6 3. f4 d5 4. fxe5 Cxe4 5. Cf3 Ab4 6. Ae2 Cc6 7. O-O O-O 
8. De1 Ac5+ 9. Rh1 Cxc3 10. dxc3 Ce7 11. Ag5 h6 12. Dh4 De8 13. Ad3 Cf5 
14. Dh3 Ce3 15. Dh4 Cf5 16. Dh3 Ce3 17. Dg3 hxg5 18. Cxg5 Cg4 19. Dh4 Ch6 
20. Tf6 Dxe5 21. Txh6 gxh6 22. Dxh6 Af5 23. Cf3 De6 24. Dg5+ Ag6 
25. Te1 Dd6 26. Te5 c6 27. Tf5 Tfe8 28. h4 Ae3 29. Dg4 Rf8 30. Cd4 Axd4 
31. Dxd4 Axf5 0-1